# Wilson Island (South Saskatchewan River)
Wilson Island är en ö i Kanada.   Den ligger i provinsen Saskatchewan, i den centrala delen av landet, 2 400 km väster om huvudstaden Ottawa.
Trakten runt Wilson Island består till största delen av jordbruksmark. Trakten runt Wilson Island är nära nog obefolkad, med mindre än två invånare per kvadratkilometer.